# وادي عتود
وادي عتود هو أحد أودية شبه الجزيرة العربية، ويقع حالياً ضمن حدود السعودية وتحديداً في منطقة جازان. يبلغ طول الوادي 85 كم ومتوسط انحداره 23,5 م / كم. ينبع بالقرب من قرية المثناة، ويصب في البحر الأحمر بالقرب من عتود. من أهم روافده وادي ضلع، ووادي مربه.